# Ruschiella henricii
Ruschiella henricii är en isörtsväxtart som först beskrevs av Harriet Margaret Louisa Bolus, och fick sitt nu gällande namn av Klak. Ruschiella henricii ingår i släktet Ruschiella och familjen isörtsväxter. Inga underarter finns listade i Catalogue of Life.